# Nguyễn Phú Đức
Nguyễn Phú Đức (13 tháng 11 năm 1924 – 9 tháng 12 năm 2017) là luật sư và nhà ngoại giao Việt Nam Cộng hòa.

## Tiểu sử
Nguyễn Phú Đức sinh ngày 13 tháng 11 năm 1924 tại tỉnh Sơn Tây, Bắc Kỳ, Liên bang Đông Dương. Cha tên là Nguyễn Khánh Đắc và ông nội là Nguyễn Văn Thự.
Sau khi tốt nghiệp luật ở Đại học Harvard, ông vào làm ở Bộ Ngoại giao và được cử làm Đệ nhất Tham vụ đặc trách chính trị tại Đại sứ quán Việt Nam Cộng hòa ở Mỹ, rồi trở về Sài Gòn giữa thập niên 1960. Hồi còn làm ở Đại sứ quán Việt Nam tại Washington, D.C., ông đã nhất định không chịu lái xe hơi, và ngày ngày từ nhà đi bộ đến Đại sứ quán, tay luôn luôn cầm theo chiếc dù.
Từ năm 1964 đến năm 1965, ông là Quan sát viên Thường trực của Việt Nam Cộng hòa tại Liên Hợp Quốc. Năm 1966, khi Trung tướng Nguyễn Văn Thiệu được bầu làm Chủ tịch Hội đồng Quân nhân và bắt đầu tiếp xúc với quan khách ngoại quốc, ông được cử làm tùy viên cho Thiệu. Đến khi Thiệu lên làm Tổng thống, ông được thăng lên chức Phụ tá ngoại giao rồi về sau trở thành Phụ tá cao cấp trong Dinh Độc Lập. Dưới thời Đệ Nhị Cộng hòa, ông được bổ nhiệm làm Quyền Tổng trưởng Bộ Ngoại giao Việt Nam Cộng hòa và là Đại sứ Việt Nam Cộng hòa tại Bỉ và Luxembourg. Đồng thời là Trưởng Phái đoàn Việt Nam Cộng hòa tại Cộng đồng Kinh tế châu Âu.
Ông qua đời ngày 9 tháng 12 năm 2017 tại Paris, Pháp.

## Vinh danh
- Huân chương Cảnh tinh Đại thụ[9]

## Tác phẩm
- Việt Nam: Tại sao nước Mỹ lại để thua cuộc chiến này (Viet-Nam: Pourquoi les États-Unis ont-ils perdu la guerre?)[10]
- Đàm phán hòa bình ở Việt Nam: Lịch sử từ phía Sài Gòn (The Viet-Nam Peace Negotiations: Saigon's Side of the Story)[11]